# The Crew 2
The Crew 2 — багатокористувацька перегонова відеогра розроблена Ubisoft Ivory Tower і видана Ubisoft для PlayStation 4, Windows, Xbox One і Google Stadia 29 червня 2018 року. Вона є продовженням The Crew 2014 року. У грі доступний великий відкритий світ для вільного мандрування зменшеною копією Сполучених Штатів Америки. Гра дозволяє гравцям керувати різноманітними транспортними засобами, включаючи автомобілі, мотоцикли, човни та літаки.
Наступна частина The Crew Motorfest, вийшла 14 вересня 2023 року, а новим місцем дії став острів Оаху на Гаваях.

## Ігровий процес
Як і попередня частина, The Crew 2 є гоночним симулятором. У грі гравці керують гонщиком, який намагається досягти успіху в різних дисциплінах автоперегонів. Гра має відкритий світ для перегонів та вільного пересування по зменшеній копії Сполучених Штатів Америки. Окрім автомобілів, гравці можуть керувати іншими видами транспорту, включаючи літаки, мотоцикли та моторні човни. Кожен транспортний засіб має власну фізику керування, що означає, що ігровий процес між ними відрізняється. Гравці можуть миттєво перемикатися між повітряними, наземними та морськими транспортними засобами. У грі представлено чотири різні світові хаби, кожен з яких має власну тематику та стиль гри. Вони включають бездоріжжя, вуличні перегони, професійні перегони та фрістайл. Як і в першій частині гри, акцент робиться на мережевій грі в групах, які називаються екіпажами. Вона також має кооперативний багатокористувацький режим. Як і попередня частина, The Crew 2 вимагає постійного підключення до інтернету.

## Синопсис
У грі присутній нелінійний сюжет, який слідує за безіменним персонажем гравця, який стає іконою гонок у США, перемагаючи у всіх гоночних дисциплінах, доступних у грі. Всього є чотири дисципліни: Вуличні перегони, бездоріжжя, фрістайл та професійні перегони. У вуличних перегонах гравцеві допомагає Латрелл Джордан. У бездоріжжі гравцеві допомагає Такер «Тук» Морган, який до події «The Switch» допомагав Вейду Палмеру. У фрістайлі гравцеві допомагають Софія Валентіна Еррера та Емметт Лі Паркер. У професійних перегонах гравцеві допомагає Алексіс Кендрік.

## Розробка
The Crew 2 була розроблена студією Ubisoft Ivory Tower. Частина розробки спиралася на відгуки, які компанія отримала щодо попередньої частини. Однією з основних претензій було те, що гравці не мали достатньої свободи у дослідженні світу та виконанні місій. Щоб вирішити цю проблему, Ubisoft переглянула систему проходження гри і вирішила не зосереджуватися на сюжеті, який вимагав би від гравців виконувати місії в дуже певному порядку, а натомість розділила гру на кілька світових хабів, кожен з яких представляє унікальний стиль проходження. Гравці можуть залишатися в цих хабах, щоб грати в місії, які їх цікавлять, і їм не потрібно змушувати себе відвідувати інші хаби, щоб грати в нецікаві для них місії. Доповнення для The Crew, Wild Run, яке було позитивно оцінене гравцями, також спонукало студію більше зосередитися на розробці контенту для офф-роуд перегонів.
Оскільки в грі представлені різноманітні транспортні засоби, Ivory Tower також повинна була покращити графіку гри. За словами продюсера гри Стефана Янковського, ці нові типи транспортних засобів дозволяють гравцям досліджувати відкритий світ з нових перспектив. Наприклад, політ на літаку означає, що гравці можуть бачити об'єкти, які знаходяться дуже далеко. Як наслідок, рушій довелося модифікувати, щоб суттєво покращити відстань промальовування у грі. Крім того, рушій було оновлено, щоб включити інші покращення, такі як атмосферні хмари та реалістичну рослинність. Управління грою було розроблене таким чином, щоб бути зрозумілим, але «важким для опанування».
Гра була анонсована у травні 2017 року під час фінансової конференції Ubisoft. Презентація відбулася на виставці E3 2017 разом із кінематографічним трейлером та демонстрацією геймплею. Спочатку реліз гри для PlayStation 4, Windows і Xbox One був запланований на 16 березня 2018 року, однак на початку грудня 2017 року Ubisoft оголосила, що реліз гри перенесено на середину або кінець 2018 року, щоб дати розробникам більше часу для створення якісного продукту. Закрите альфа-тестування для ПК проходило з 14 по 19 березня 2018 року, а закритий бета-тест - з 31 травня по 4 червня того ж року. Реліз гри відбувся 29 червня 2018 року.

## Маркетинг
Щоб заохотити гравців The Crew повернутися до The Crew 2, Ubisoft запровадила програму винагород, яка дозволила гравцям розблокувати до 18 автомобілів, досягнувши певних етапів у The Crew до виходу The Crew 2. Крім того, всі гравці, які повернулися з The Crew, автоматично отримали Ferrari 458 Speciale 2014 року випуску після виходу гри. Крім того, видавець оголосив про туристичну версію Mercedes-AMG C 63 2017 року та Harley-Davidson Iron 883 2017 року як бонуси за попереднє замовлення, тоді як гравці, які замовляють Deluxe або Gold видання, отримують додаткові транспортні засоби, причому Gold видання також включає сезонний пропуск. Окрім системи винагород, Ubisoft також провела закрите бета-тестування для гравців із підпискою, а також відкрите бета-тестування, яке тривало з 21 по 24 червня. Ті, хто брав участь у відкритому бета-тестуванні, отримали золотий шолом у повній версії гри.

## Сприйняття
| Агрегатор  | Оцінка                                 |
| ---------- | -------------------------------------- |
| Metacritic | (PC) 66/100 (PS4) 64/100 (XONE) 69/100 |

| Видання                   | Оцінка |
| ------------------------- | ------ |
| Destructoid               | 7/10   |
| Electronic Gaming Monthly | 6.5/10 |
| Game Informer             | 6/10   |
| GameSpot                  | 8/10   |
| GamesRadar+               | [ 25 ] |
| IGN                       | 7/10   |

The Crew 2 отримала «змішані або середні відгуки» згідно з агрегатором рецензій Metacritic.

### Нагороди
| Рік  | Нагорода                                              | Категорія               | Результат | Примітки      |
| ---- | ----------------------------------------------------- | ----------------------- | --------- | ------------- |
| 2017 | Game Critics Awards                                   | Найкраща гоночна гра    | Номінація | [ 28 ]        |
| 2018 | Game Critics Awards                                   | Найкраща гоночна гра    | Номінація | [ 29 ]        |
| 2018 | Ping Awards                                           | Найкраща графіка        | Номінація | [ 30 ] [ 31 ] |
| 2018 | Ping Awards                                           | Найкраща спортивна гра  | Перемога  | [ 30 ] [ 31 ] |
| 2019 | National Academy of Video Game Trade Reviewers Awards | Гра, Франшиза перегонів | Номінація | [ 32 ]        |